# Rustem Emir-Amzajew
Rustem Emir-Amzajew (ros. Рустем Эмир-Амзаев; ur. 27 lutego 1986) – białoruski zapaśnik walczący w stylu klasycznym. Zajął szesnaste miejsce na mistrzostwach Europy w 2011. Dziesiąty w Pucharze Świata w 2012 i siedemnasty w 2011 roku.